# Liga de Campeones de la CAF 2006
La Liga de Campeones de la CAF del 2006 fue la edición 42 del torneo anual de fútbol a nivel de clubes de África organizado por la CAF.
El Al-Ahly de Egipto fue el campeón del torneo por quinta ocasión al vencer en la final al CS Sfaxien de Túnez con un global de 2 a 1.Y obtuvo plaza para disputar la Copa Mundial de Clubes de la FIFA 2006 En Japón Representando ala CAF.

## Ronda preliminar
| Equipo 1                 | Agr.      | Equipo 2               | Ida | Vuelta |
| ------------------------ | --------- | ---------------------- | --- | ------ |
| Renacimiento             | 2–2 (v.)  | Africa Sports National | 0–0 | 2–2    |
| Stade Malien             | 5–2       | Satellite              | 3–0 | 2–2    |
| Tusker                   | 4–1       | Red Sea                | 3–1 | 1–0    |
| RC Kadiogo               | 1–2       | USM Alger              | 1–1 | 0–1    |
| Douanes                  | 2–3       | ASC Port Autonome      | 0–0 | 2–3    |
| Civics                   | 5–2       | Sagrada Esperança      | 4–0 | 1–2    |
| East End Lions           | 0–7       | ASEC Mimosas           | 0–4 | 0–3    |
| Mbabane Swallows         | 2–7       | Orlando Pirates        | 0–5 | 2–2    |
| AS Port-Louis 2000       | 1–0       | Coin Nord              | 1–0 | N/A1   |
| Police                   | 0–3       | Al-Hilal Omdurman      | 0–0 | 0–3    |
| Police XI                | 2–3       | Enugu Rangers          | 2–2 | 0–1    |
| AS Mangasport            | 1–2       | Enyimba                | 1–0 | 0–2    |
| LPRC Oilers              | 2–3       | ASC Diaraf             | 0–0 | 2–3    |
| Renaissance              | 1–2       | Coton Sport            | 1–1 | 0–1    |
| Saint Eloi Lupopo        | 4–1       | Police                 | 2–0 | 2–1    |
| Anges de Fatima          | 0–2       | DC Motema Pembe        | 0–0 | 0–2    |
| AS-FNIS                  | 1–7       | Sfaxien                | 1–3 | 0–4    |
| APR                      | 4–2       | ASA                    | 3–2 | 1–0    |
| Aigle Royal de la Menoua | 1–4       | Asante Kotoko          | 1–1 | 0–3    |
| La Passe                 | 0–2       | Ferroviário de Maputo  | 0–0 | 0–2    |
| Likhopo                  | 0–4       | Mamelodi Sundowns      | 0–1 | 0–3    |
| AS Excelsior             | 3–3 (v.)  | USCA Foot              | 3–1 | 0–2    |
| Wallidan                 | w/o2      | Hearts of Oak          | N/A | N/A    |
| ENPPI Club               | 0–1       | Saint-George           | 0–0 | 0–1    |
| Polisi                   | w/o3      | CIVO United            | N/A | N/A    |
| Al-Ittihad               | 1–5       | Kabylie                | 1–1 | 0–4    |
| Young Africans           | 2–3       | Zanaco                 | 2–1 | 0–2    |
| AS Inter Star            | 3–3 (v.)4 | CAPS United            | 3–3 | 0–0    |
| ASC El Ahmedi            | w/o5      | Raja Casablanca        | N/A | N/A    |

1 la serie entre AS Port-Louis 2000 y Coin Nord se jugó a un solo partido por mutuo acuerdo. 

2 el Wallidan FC abandonó el torneo. 

3 el CIVO United abandonó el torneo. 

4 el CAPS United fue expulsado del torneo. 

5 el ASC El Ahmedi abandonó el torneo. 

## Primera ronda
| Equipo 1              | Agr.     | Equipo 2          | Ida | Vuelta |
| --------------------- | -------- | ----------------- | --- | ------ |
| Stade Malien          | 2–2 (v.) | Renacimiento      | 2–1 | 0–1    |
| Tusker                | 0–5      | Al-Ahly           | 0–2 | 0–3    |
| ASC Port Autonome     | 4–4 (v.) | USM Alger         | 2–1 | 2–3    |
| ASEC Mimosas          | 4–0      | FC Civics         | 3–0 | 1–0    |
| AS Port-Louis 2000    | 0–9      | Orlando Pirates   | 0–5 | 0–4    |
| Enugu Rangers         | 1–4      | Al-Hilal Omdurmán | 1–0 | 0–4    |
| ASC Diaraf            | 0–2      | Enyimba           | 0–0 | 0–2    |
| FC Saint Eloi Lupopo  | 1–0      | Coton Sport       | 1–0 | 0–0    |
| Sfaxien               | 2–1      | DC Motema Pembe   | 1–1 | 1–0    |
| APR FC                | 2–2 (v.) | FAR Rabat         | 2–1 | 0–1    |
| Ferroviário de Maputo | 1–2      | Asante Kotoko     | 0–0 | 1–2    |
| USCA Foot             | 3–3 (v.) | Mamelodi Sundowns | 1–1 | 2–2    |
| Saint-George SA       | 4–2      | Hearts of Oak     | 4–0 | 0–21   |
| Polisi                | 0–5      | Étoile du Sahel   | 0–2 | 0–3    |
| Zanaco                | 0–3      | Kabylie           | 0–2 | 0–5    |
| Raja Casablanca       | Anulado  | CAPS United       | 1–0 | n/p 2  |
| Raja Casablanca       | 8–2      | Inter Star        | 7–0 | 1–2    |

1 el partido fue abandonado en el minuto 9 de reposición del primer tiempo cuando el Hearts of Oak ganaba 2-0, después de que el Saint-George se fuera en protesta por la calidad del arbitraje. La victoria se la acreditaron al Hearts of Oak. 

2 el CAPS United fue expulsado del torneo después del primer juego cuando se descubrió cierta información falsa sobre 2 jugadores de Malaui en la ronda preliminar ante el AS Inter Star; el Inter Star fue re-insertado en el torneo.

## Segunda ronda
| Equipo 1          | Agr.         | Equipo 2          | Ida | Vuelta |
| ----------------- | ------------ | ----------------- | --- | ------ |
| Renacimiento      | 0–4          | Al-Ahly           | 0–0 | 0–4    |
| ASC Port Autonome | 1–6          | ASEC Mimosas      | 1–0 | 0–6    |
| Orlando Pirates   | 3–3 (v.)     | Al-Hilal Omdurmán | 2–0 | 1–3    |
| Enyimba           | 3–0          | Saint Eloi Lupopo | 2–0 | 1–0    |
| Sfaxien           | 2–1          | FAR Rabat         | 1–1 | 1–0    |
| Asante Kotoko     | 6–1          | USCA Foot         | 6–0 | 0–1    |
| Hearts of Oak     | 1–1 (6:5 p.) | Étoile du Sahel   | 1–0 | 0–1    |
| Kabylie           | 3–2          | Raja Casablanca   | 3–1 | 0–1    |

## Fase de grupos

### Grupo A
| Club          | Pts. | J | G | E | P | GF | GC | GD |
| ------------- | ---- | - | - | - | - | -- | -- | -- |
| Sfaxien       | 12   | 6 | 4 | 0 | 2 | 9  | 7  | 2  |
| Al-Ahly       | 11   | 6 | 3 | 2 | 1 | 10 | 4  | 6  |
| Asante Kotoko | 7    | 6 | 2 | 1 | 3 | 7  | 10 | -3 |
| Kabylie       | 4    | 6 | 1 | 1 | 4 | 4  | 9  | -5 |

| Local         | Marcador | Visita        |
| ------------- | -------- | ------------- |
| Kabylie       | 1-0      | Asante Kotoko |
| Sfaxien       | 1-0      | Al-Ahly       |
| Al-Ahly       | 2-0      | Kabylie       |
| Asante Kotoko | 4-2      | Sfaxien       |
| Kabylie       | 0-1      | Sfaxien       |
| Asante Kotoko | 0-0      | Al-Ahly       |
| Al-Ahly       | 4-0      | Asante Kotoko |
| Sfaxien       | 2-0      | Kabylie       |
| Al-Ahly       | 2-1      | Sfaxien       |
| Asante Kotoko | 2-1      | Kabylie       |
| Kabylie       | 2-2      | Al-Ahly       |
| Sfaxien       | 2-1      | Asante Kotoko |

### Grupo B
| Club            | Pts. | J | G | E | P | GF | GC | GD |
| --------------- | ---- | - | - | - | - | -- | -- | -- |
| ASEC Mimosas    | 12   | 6 | 3 | 3 | 0 | 11 | 1  | 10 |
| Orlando Pirates | 9    | 6 | 2 | 3 | 1 | 4  | 6  | -2 |
| Enyimba         | 8    | 6 | 2 | 2 | 2 | 4  | 5  | -1 |
| Hearts of Oak   | 2    | 6 | 0 | 2 | 4 | 0  | 7  | -7 |

| Local           | Marcador | Visita          |
| --------------- | -------- | --------------- |
| Hearts of Oak   | 0-2      | Enyimba         |
| Orlando Pirates | 1-1      | ASEC Mimosas    |
| ASEC Mimosas    | 3-0      | Hearts of Oak   |
| Enyimba         | 1-1      | Orlando Pirates |
| ASEC Mimosas    | 3-0      | Enyimba         |
| Orlando Pirates | 0-0      | Hearts of Oak   |
| Enyimba         | 0-0      | ASEC Mimosas    |
| Hearts of Oak   | 0-1      | Orlando Pirates |
| ASEC Mimosas    | 4-0      | Orlando Pirates |
| Enyimba         | 1-0      | Hearts of Oak   |
| Hearts of Oak   | 0-0      | ASEC Mimosas    |
| Orlando Pirates | 1-0      | Enyimba         |

## Ronda final

### Semifinales
| Equipo 1        | Agr. | Equipo 2     | Ida | Vuelta |
| --------------- | ---- | ------------ | --- | ------ |
| Orlando Pirates | 0–1  | Sfaxien      | 0–0 | 0–1    |
| Al-Ahly         | 3–2  | ASEC Mimosas | 2–0 | 1–2    |

### Final
| Equipo 1 | Agr. | Equipo 2 | Ida | Vuelta |
| -------- | ---- | -------- | --- | ------ |
| Al-Ahly  | 2–1  | Sfaxien  | 1–1 | 1–0    |

#### Ida
| 29 de octubre de 2006 | Al-Ahly         | 1–1     | Sfaxien        | Cairo International Stadium, El Cairo                  |                                                        |
|                       | - Aboutrika 27' | Reporte | - Frimpong 53' | Asistencia: 74,000 espectadores Árbitro(s): Modou Sowe | Asistencia: 74,000 espectadores Árbitro(s): Modou Sowe |

#### Vuelta
| 11 de noviembre de 2006 | Sfaxien | 0–1     | Al-Ahly           | Stade 7 November, Tunis                                  |                                                          |
|                         |         | Reporte | - Aboutrika 90+2' | Asistencia: 60,000 espectadores Árbitro(s): Coffi Codjia | Asistencia: 60,000 espectadores Árbitro(s): Coffi Codjia |

## Campeón
| Bandera de Egipto |
| Al-Ahly 5º título |

## Goleadores
| Pos. | Jugador           | Club         | Goles |
| ---- | ----------------- | ------------ | ----- |
| 1.º  | Mohamed Aboutrika | Al-Ahly      | 8     |
| 2.º  | Hamza Yacef       | Kabylie      | 7     |
| 3.º  | Didier Ya Konan   | ASEC Mimosas | 5     |
| 4.º  | Flavio Amado      | Al-Ahly      | 4     |